# Prisma de Pellin-Broca
Un prisma de Pellin-Broca es un tipo de prisma óptico dispersivo inventado por el mecánico óptico Phillipe Pellin y el profesor de fisiología óptica André Broca. 
Es similar al prisma de Abbe, pero a diferencia de éste tiene cuatro facetas en altura en lugar de tres. Es un bloque de vidrio con las facetas a 90°, 75°, 135° y 60°. Al incidir la luz en el lado entre los ángulos a 75° y 90° se refracta y por un proceso de reflexión interna total sale por el lado entre los ángulos a 60° y 90°, refractándose de nuevo a su salida del prisma. El prisma está creado de tal forma que una longitud de onda en particular salga del prisma con un ángulo de incidencia de exactamente 90° con respecto a la trayectoria original. Se puede seleccionar esta longitud de onda girando el prisma alrededor de un punto situado sobre la faceta a 1/3 de distancia entre los ángulos de 135° y 75° (O en el diagrama). De este modo cambia la longitud de onda seleccionada sin alterar la geometría ni la trayectoria de los haces entrantes y salientes. 
Son usados generalmente en espectroscopia óptica atómica.
- Datos: Q264178